# Грайворонский уезд
Гра́йворонский уе́зд — административно-территориальная единица Курской губернии в составе Российской империи, а затем, после Революции, РСФСР. Уезд был создан в 1838 году (до 1838 года в тех же границах существовал Хотмыжский уезд). Уездным центром был город Грайворон.

## История
Слобода Грайворон была основана в 1678 году.
Слобода входила в состав Хотмыжского уезда. Административным центром уезда был город Хотмыжск, основанный в 1640 году как город-крепость Белгородской черты. Однако уже к середине XVIII века Хотмыжск полностью потерял оборонное значение, экономическое значение также постепенно убывало. В начале XIX века хозяйственным центром уезда становится Грайворон, который находился на пересечении двух столбовых дорог Ахтырка — Белгород и Сумы — Харьков.
В результате, в 1838 году центр уезда был перенесён в Грайворон, а уезд стал называться Грайворонским. Хотмыжск стал заштатным городом Грайворонского уезда Курской губернии и оставался таковым вплоть до середины 20-х годов XX века.
Границы Грайвороновского уезда, определённые в 1838 году, существовали без значительных изменений до 1918 года.

### В составе Украинской державы
В апреле 1918 года город Грайворон и территория уезда были полностью оккупированы германскими войсками и до конца 1918 г. входили в состав Украинской державы гетмана П.П. Скоропадского, после свержения которого местность вошла в состав Украинской Народной Республики. Уезд занят войсками Красной Армии в декабре 1918 года. 3 января 1919 в Харькове передан РСФСР.

### В составе  Юга России
В июне 1919 года город Грайворон и вся территория уезда были полностью освобождена Белыми войсками ВСЮР и до конца 1919 г. входили в состав Харьковской области Юга России. Уезд был занят войсками РККА в начале декабря 1919 года.
В июне 1919 года вся Белгородчина была занята Добровольческой армией Владимира Май-Маевского и вошла в состав Юга России, в Харьковскую область ВСЮР, образованную 25 июня. В декабре 1919 года Первая конная армия Буденого восстановила на Белгородчине советскую власть (в Белгороде — 7 декабря).

### Советский период

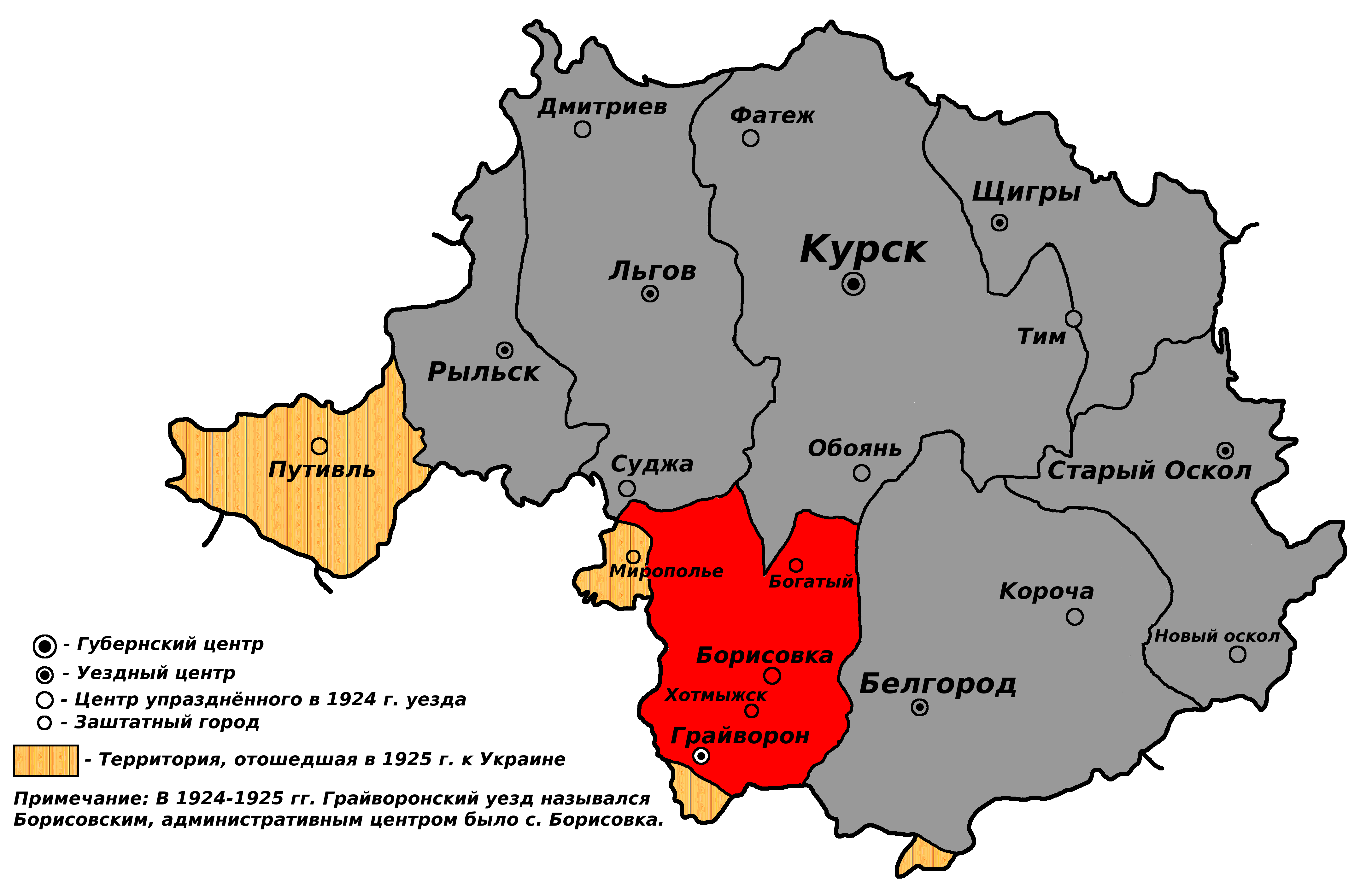
Грайворонский уезд в составе Курской губернии РСФСР (1925—1928 гг.)

В период между 1918 и 1924 гг. многократно пересматривался состав и названия входивших в уезд волостей и сельсоветов.
По постановлению Президиума ВЦИК от 12 мая 1924 года Грайворонский уезд как административно-территориальная единица был ликвидирован, а его территория вошла в состав новообразованного Борисовского уезда с административным центром в селе Борисовке. В состав Борисовского уезда также вошли части упразднённых Обоянского и Суджанского уездов.
1 июня 1925 года центр уезда был перенесён обратно в Грайворон, уезд снова стал называться Грайворонским.
16 октября 1925 года небольшие части Грайворонского уезда, в том числе Креничанская волость и город Мирополье, были переданы УССР.
В 1928 году Грайворонский уезд был упразднён в связи с переходом государства с губернского на областное деление. Грайворонский и Белгородский уезды были объединены и образовали Белгородский округ, вошедший в состав Центрально-Чернозёмной области. Белгородский округ делился на 14 районов, одним из новообразованных районов стал Грайворонский район.

## Административное деление
В 1890 году в состав уезда входило 14 волостей
| № п/п | Волость         | Волостное правление | Число селений | Население |
| ----- | --------------- | ------------------- | ------------- | --------- |
| 1     | Борисовская     | сл. Борисовка       | 5             | 22410     |
| 2     | Бутовская       | с. Бутово           | 15            | 13109     |
| 3     | Высоковская     | приг. Высокий       | 14            | 7942      |
| 4     | Вязовская       | с. Вязовое          | 12            | 10478     |
| 5     | Головчанская    | сл. Спасское        | 8             | 7060      |
| 6     | Грайворонская   | сл. Подол           | 23            | 17451     |
| 7     | Дмитриевская    | сл. Дмитриевка      | 9             | 6426      |
| 8     | Дорогощанская   | с. Дорогощь         | 17            | 12750     |
| 9     | Красно-Яружская | с. Красная Яруга    | 9             | 10700     |
| 10    | Крюковская      | с. Тростное         | 13            | 9230      |
| 11    | Лисичанская     | г. Хотмыжск         | 20            | 15951     |
| 12    | Ракитненская    | сл. Ракитная        | 8             | 12227     |
| 13    | Солохинская     | х. Петреньков       | 13            | 7680      |
| 14    | Стригуновская   | сл. Стригуны        | 12            | 7764      |

## Известные уроженцы
- Ильин, Алексей Иванович (1896—1962) — полный Георгиевский кавалер, советский военачальник,  полковник.
- Шухов, Владимир Григорьевич (1853—1939) —  русский и советский инженер, архитектор, изобретатель, учёный